# Monte de piedad

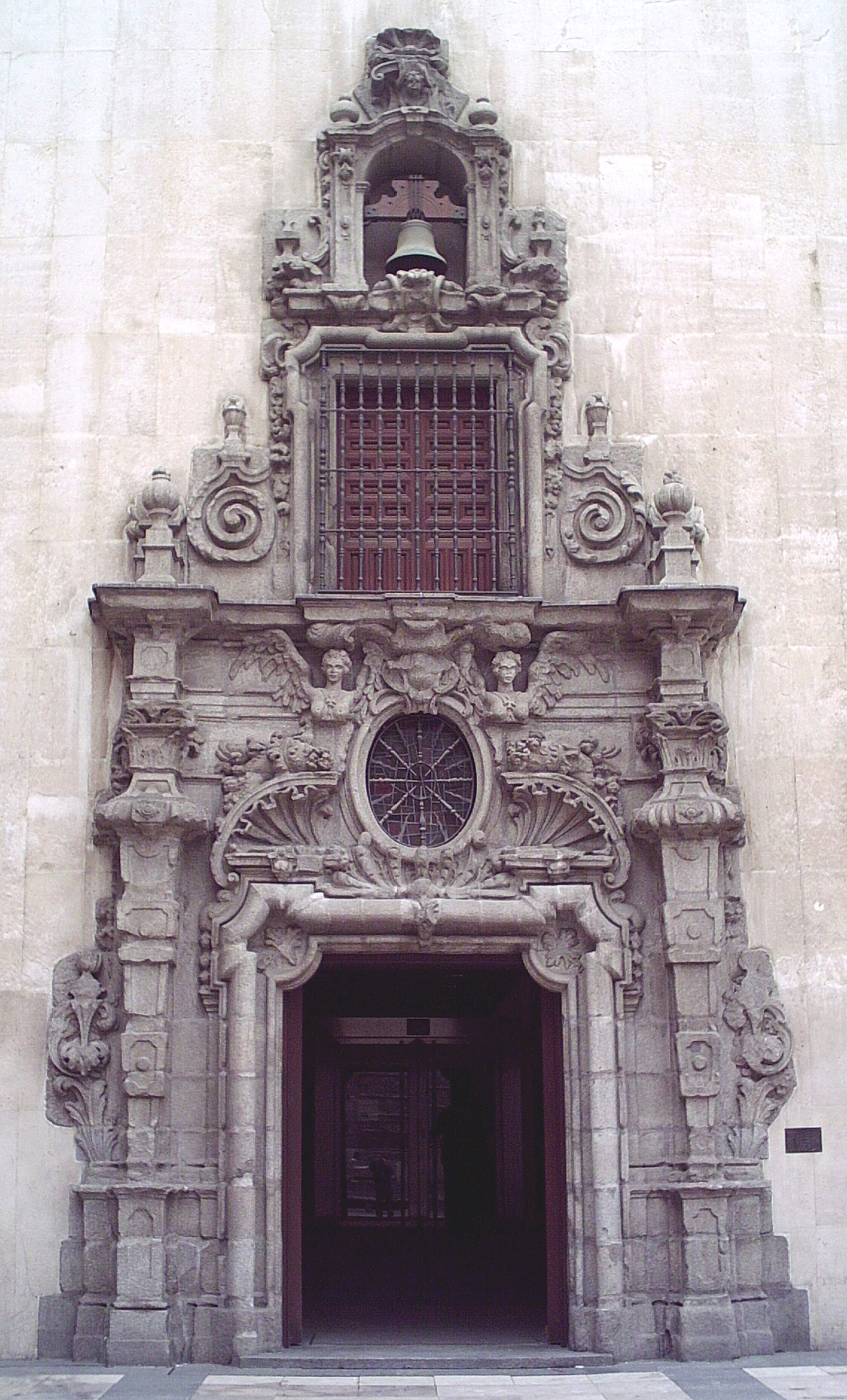
Portada de la antigua capilla del Monte de Piedad de Madrid (P. Ribera, 1733).

Un monte de piedad  (del italiano Monte di Pietà) o montepío  es una entidad benéfica donde los pobres pueden obtener sumas en metálico empeñando sus pertenencias (ver crédito prendario) y así satisfacer sus necesidades más primarias.
En España, el Monte de Piedad de Madrid es el más antiguo de los que existen actualmente, fundado en 1702 por el padre Piquer, capellán del monasterio de las Descalzas Reales. Este montepío sienta las bases del resto de Montes españoles, que constituyeron los cimientos para el nacimiento de las cajas de ahorro durante la primera mitad del siglo XIX. Tras la aprobación de la Ley de Cajas de Ahorros y Fundaciones Bancarias (Ley 26/2013, de 27 de diciembre), los montes de piedad podrán adscribirse a la obra social de las cajas de ahorros, a las fundaciones bancarias u ordinarias, o a las entidades de crédito controladas por las fundaciones bancarias.
En 2014, España disponía de 14 montes de piedad frente a los 50 que existían antes de la crisis y la reestructuración bancaria.

## Orígenes

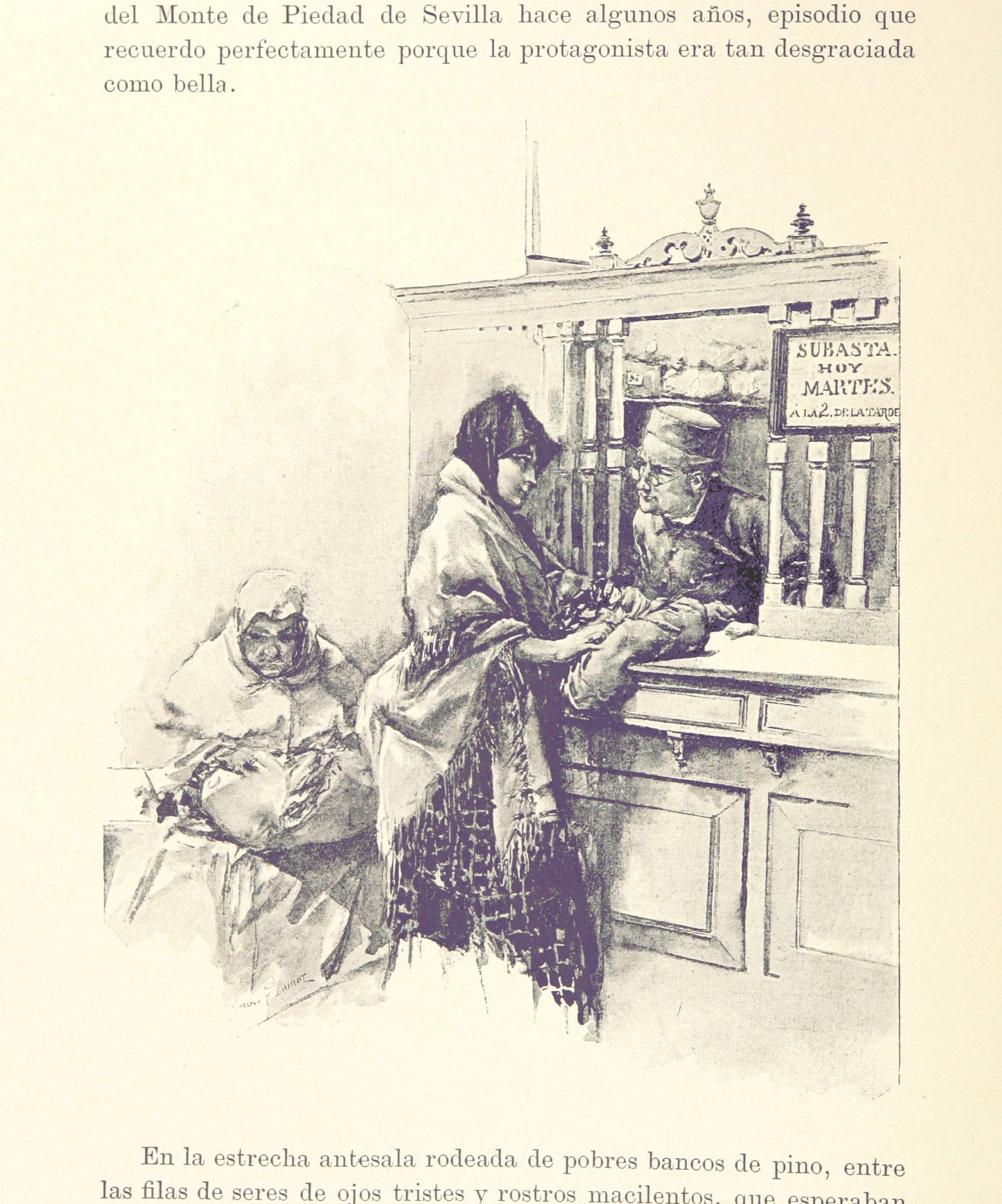
Monte de Piedad de Sevilla. Ilustración de J. García Ramos.

La base de estos bancos está en las llamadas Arcas de limosna (surgidas en España en 1431). Basándose en las intuiciones de su fundador, los franciscanos desarrollaron la reflexión económica durante los siglos XIII-XV, mostrando que la economía funciona mejor cuando los bienes económicos están al servicio de los bienes relacionales.
El primer monte de piedad oficialmente nació en Italia en el siglo XV, a iniciativa de los franciscanos (principalmente gracias a fray Bernabé de Terni), como una forma de combatir la usura. Los primeros montes de piedad fueron establecidos desde 1462 a 1490 en Perusa, Savona, Mantua y Florencia. En dicha época era habitual que los prestamistas cobraran intereses altos por los créditos del orden del 20 al 200 % (los intereses para la producción de cerveza, por ejemplo en Inglaterra eran del 500 %). Con lo cual el acceso al crédito estaba vedado o era muy restrictivo en cuanto al pago de los compromisos o estaba a merced de la usura para los agricultores, artesanos, pequeños comerciantes y los pobres. La palabra Monte hacía ya referencia a una caja pública o una masa metálica de dinero. Las ciudades estados italianas habían instaurado Montes desde el siglo XII para afrontar necesidades financieras o de obras públicas. La denominación de Piedad (di Pietà) se agrega para diferenciarlas de otros tipos de Montes, ya que cumplían fines caritativos y benéficos.
Los montes de piedad atendían las demandas de las clases sociales más necesitadas de protección, a través de la concesión de préstamos gratuitos sin interés, garantizados con alhajas y ropas, e intentando con ello suavizar los abusos de la usura. Para conseguir su finalidad, el Monte de Piedad necesitaba recursos, que obtenía sobre todo de la captación de depósitos en metálico. También obtenía fondos provenientes de limosnas, de ayudas de la Corona y de celebraciones religiosas. Con ello se formaba un fondo común.
No obstante, estos recursos pronto se manifestaron insuficientes y se hace necesario cobrar intereses, hecho que supuso críticas dentro de la Iglesia católica. Estas críticas no serían atemperadas hasta que el Concilio de Letrán V en 1515 se admitió la posibilidad de establecer un moderado interés por los préstamos prendarios. El Concilio de Trento (1545-1563) proclamó el carácter benéfico de los Montes de Piedad.
Durante el siglo XVIII, los Montes de Piedad están patrocinados por la iniciativa real, manteniéndose la inspiración benéfico-religiosa de su funcionamiento. En Francia, no se establecieron montes de piedad hasta 1777 pero la Revolución destruyó la especie de monopolio que ejercía aquel establecimiento y de ahí la aparición de innumerables cajas de préstamos en que se cometían enormes usuras.

## Montes de piedad y su expansión mundial
Los montes de piedad aparecieron en España durante el siglo XVI. Algunos montes de piedad españoles fueron:
- Monte de Piedad de Dueñas (c. 1550).
- Monte de Piedad de Toledo (siglo XVI).[6]
- Monte de Piedad de Málaga (1612).[7]
- Monte de Piedad de San Francisco en Cuéllar (1636).
- Monte de Piedad de Calahorra (1659).[8]
- Monte de Piedad de Madrid (1702).
- Monte de Piedad de Murcia (1720).
- Monte de Piedad de Salamanca (1728).
- Monte de Piedad de Zaragoza (1738).
- Monte de Piedad de Santa Rita de Casia en Granada (1740).
- Monte de Piedad de Nuestra Señora de la Esperanza en Barcelona (1749).
- Monte de Piedad del Santo Cristo del Sepulcro en Jaén (1750).
- Monte de Piedad y Caja de Ahorros de Alcoy en Alcoy (1875).

En la América española se crearon por real cédula los siguientes Montes de Piedad:
- Nueva España (Nacional Monte de Piedad) (1536)
- Perú (1543)
- Nueva Granada (1739)
- Río de la Plata (1776)

## De montes de piedad a cajas de ahorros
A medida que las circunstancias socioeconómicas fueron cambiando, se crearon en los propios Montes de Piedad las cajas de ahorros, para fomentar el ahorro entre las clases más humildes. El concepto de Caja de Ahorros no aparecerá en Europa (concretamente en Gran Bretaña) hasta la segunda mitad del siglo XVIII, fundado en el pensamiento de Jeremy Bentham (1748-1832). Bentham considera las cajas de ahorros como un instrumento de mejora de las condiciones de vida de las clases trabajadoras, a través de la remuneración del ahorro, lo que proporcionaba un nivel de seguridad económica superior. El rechazo protestante a los planteamientos piadosos de los montes de piedad da lugar a la fundación de las cajas de ahorros en la segunda mitad del siglo XVIII y a su posterior expansión. Las primeras se fundaron en Alemania durante la segunda mitad del siglo XVIII (Brunswick en 1765 y Hamburgo en 1768) y paulatinamente empiezan a reemplazar los Montes de Piedad.